# Zygmunt Glinicki

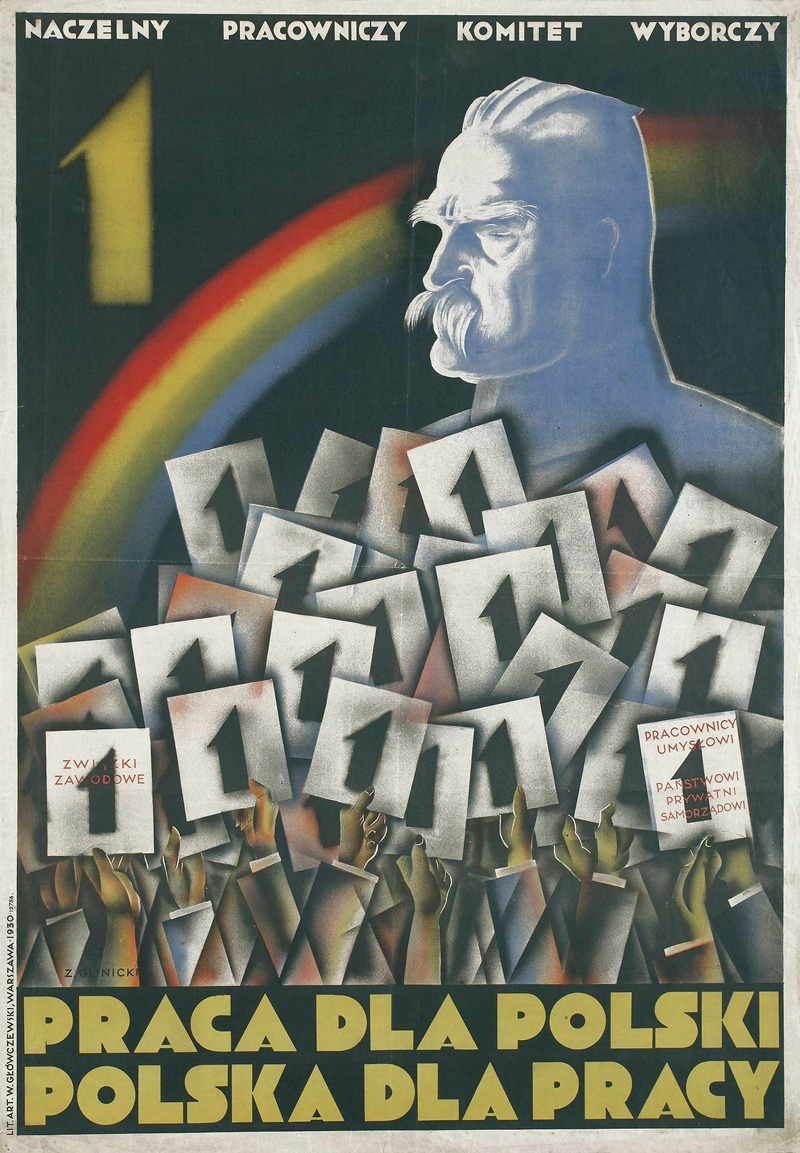
Plakat Praca dla Polski – Polska dla pracy – proj. Zygmunt Glinicki, 1930

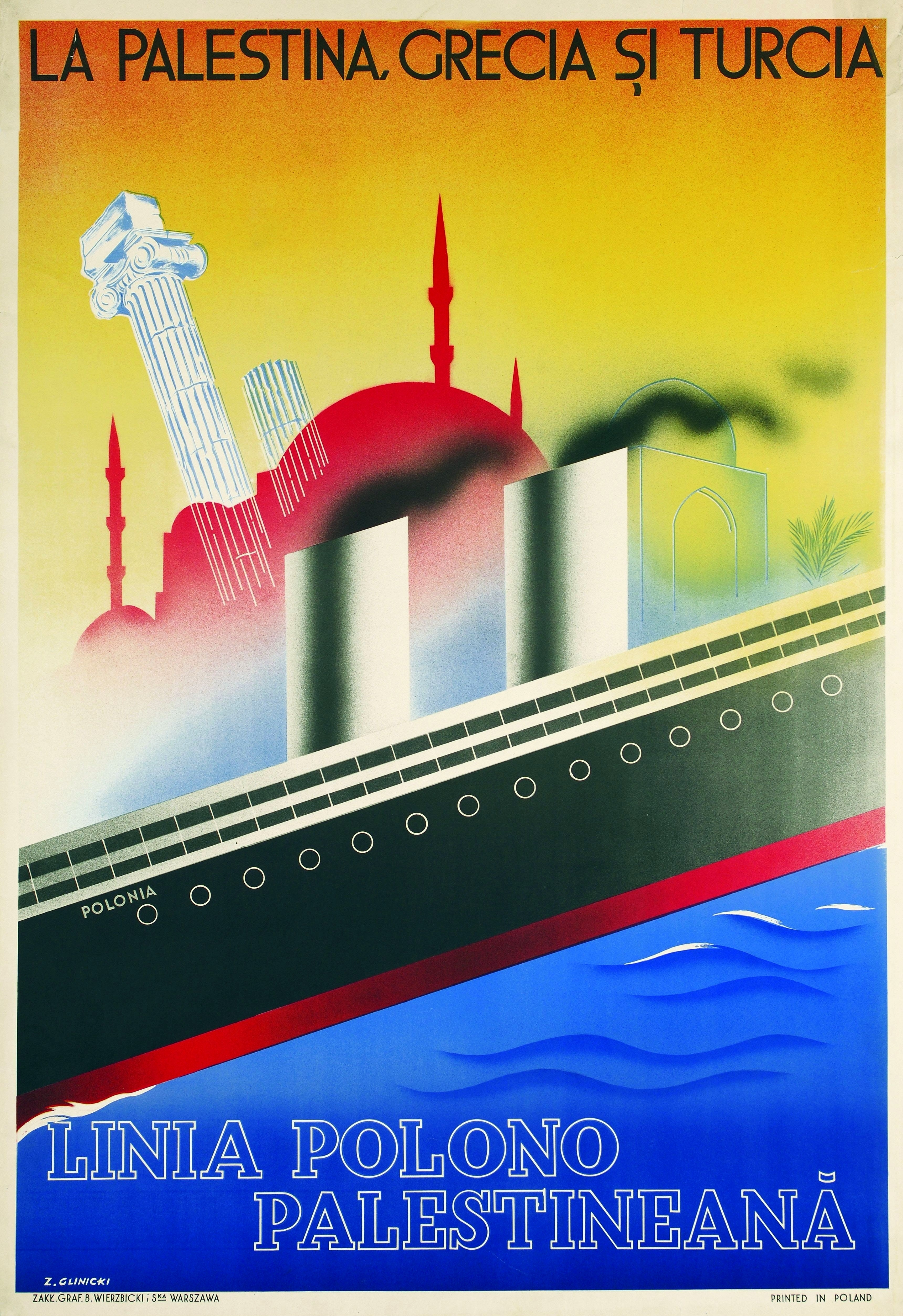
Plakat Linia Polono Palestieanǎ
– proj. Zygmunt Glinicki, 1934

Zygmunt Glinicki (ur. 9 kwietnia 1898 w Warszawie, zm. wiosną 1940 w Charkowie) – polski artysta malarz, grafik, działacz niepodległościowy, porucznik kawalerii rezerwy Wojska Polskiego, ofiara zbrodni katyńskiej.

## Życiorys
Syn Andrzeja i Anieli z Ichnatowskich urodzony 9 kwietnia 1898 w Warszawie.
Był członkiem „Zarzewia”, Polskich Drużyn Strzeleckich i Polskiej Organizacji Wojskowej. Po powołaniu Wojska Polskiego w 1918 został wcielony do 1 pułku szwoleżerów, w szeregach którego walczył na froncie wojny polsko-bolszewickiej. W 1920 dostał się do niewoli sowieckiej. Po zakończeniu wojny został przeniesiony do rezerwy w stopniu podchorążego. 7 lipca 1926 prezydent RP mianował go podporucznikiem w rezerwie ze starszeństwem z 1 lipca 1925 i 302. lokatą w korpusie oficerów kawalerii, a minister spraw wojskowych wcielił do 19 pułku ułanów w Ostrogu.
W 1925 ukończył rozpoczęte wcześniej studia w Szkole Sztuk Pięknych w Warszawie. Później współpracował z szeregiem wydawnictw, m.in. Towarzystwem Wydawniczym „Ignis”, projektując ilustracje i okładki książek. Zajmował się również malarstwem, tworzył także plakaty, przede wszystkim reklamowe.
W 1929 odbył ćwiczenia w Centrum Wyszkolenia Kawalerii w Grudziądzu, a w 1931 w 9 pułku strzelców konnych w Grajewie. Później, w tym samym stopniu i starszeństwie, został przeniesiony do korpusu oficerów taborowych i przydzielony w rezerwie do Kadry 1 dywizjonu taborów w Warszawie.
W 1933 stał się członkiem założycielem Koła Artystów Grafików Reklamowych (KAGR). W stowarzyszeniu udzielał się do końca jego istnienia w 1939.
Przed wybuchem II wojny światowej pracował w pałacu w Wilanowie. Zajmował się restauracją eksponatów i wnętrz.
Po agresji ZSRR na Polskę 17 września 1939, przebywał we Lwowie, do którego niewiele wcześniej przyjechał z Warszawy z Józefem Szperberem, towarzyszem broni i tak jak on – malarzem. Tam został aresztowany przez funkcjonariuszy NKWD i dostał się do niewoli sowieckiej. Przebywał w obozie w Starobielsku. Wiosną 1940 został zamordowany przez oprawców z NKWD w Charkowie i pogrzebany potajemnie w bezimiennej mogile zbiorowej w Piatichatkach, gdzie od 17 czerwca 2000 mieści się oficjalnie Cmentarz Ofiar Totalitaryzmu w Charkowie. Figuruje na Liście Starobielskiej NKWD pod pozycją 652.

## Życie prywatne
Był drugim mężem Estonki Ilse z d. Strobl (1900–1949). Pierwszy – nazwiskiem Barszcz – z którym się rozwiodła, służył w korpusie dyplomatycznym.

## Twórczość

### Malarstwo
- Martwa natura z cytryną, 1924
- Marszałek Polski Edward Śmigły Rydz – 18 marca 1937
- Fara w Kazimierzu, 1937
- Jesień w Kazimierzu, 1937
- Martwa natura, 1938

### Plakaty
- Warszawo, zapraszamy Cię na bal kostiumowy, 1927
- Lista no 1 – Siewca prawdy i sprawiedliwości społecznej – Józef Piłsudski rzuca rodne ziarno wielkiej i bogatej przyszłości, 1928
- Siewca prawdy i sprawiedliwości społecznej – Józef Piłsudski rzuca rodne ziarno wielkiej i bogatej przyszłości – On z narodem, naród z nim, 1928
- Praca dla Polski – Polska dla pracy, 1930
- XI Internationale Ostmesse – Lwów, Polen, 1931
- Современное полъское искусство – Третъяковская Галлерея,  Москва  1933 (Współczesna sztuka polska – Galeria Tretiakowska, Moskwa 1933), 1933
- Marokko, Wyspy Kanaryjskie, Madeira – Wycieczka wiosenna – Linja Gdynia–Ameryka, 1934
- Letnie wycieczki morskie 1934 – Linja Gdynia–Ameryka, 1934
- Linia Polono Palestieanǎ[a], 1934
- Constanza–Jaffa–Haifa–Piraeus–Istanbul–Constabza – Polish Palestine Line
- Słonecznym szlakiem do Ziemi Świętej Grecji Turcji – Polskie Transatlantyckie Towarzystwo Okrętowe S.A. – Linja Polsko-Palestyńska

### Opracowania graficzne książek i czasopism
- Kobieta nowoczesna we wszystkich okresach jej życia, aut. Julja Świtalska, wyd. Towarzystwo Wydawnicze „Bluszcz”, 1927
- „Strzelec” (okładka), nr 31, 1934 – organ Związku Strzeleckiego, wydanie specjalne z okazji 20. rocznicy powstania Pierwszej Kompanii Kadrowej
- Pod Znakiem Marii (okładka), nr 9, Zakopane, 1939 – miesięcznik Sodalicyj Mariańskich uczniów szkół średnich w Polsce

### Ekslibrisy
- Ex-libris Edwarda Rydza-Śmigłego , 1937

### Druki akcydensowe
- Letnie wycieczki morskie 1933 – katalog informacyjno-reklamowy Linii Gdynia–Ameryka, 1933

## Ordery i odznaczenia
- Medal Niepodległości – 22 kwietnia 1938, „za pracę w dziele odzyskania niepodległości”[12]

## Upamiętnienie
5 października 2007 minister obrony narodowej Aleksander Szczygło mianował go pośmiertnie na stopień kapitana. Awans został ogłoszony 9 listopada 2007 w Warszawie, w trakcie uroczystości „Katyń Pamiętamy – Uczcijmy Pamięć Bohaterów”.